# Keeping Up Appearances
Keeping Up Appearances è una sitcom britannica creata e scritta da Roy Clarke per la BBC. Con protagonista l'eccentrica, snob, arrampicatrice sociale Hyacinth Bucket (che insiste nel pronunciare il proprio cognome alla francese Bouquet e non Bucket - secchio in inglese), la sitcom è un ritratto della società britannica ancora legata al concetto di gerarchia sociale, una spassosa canzonatura su un piccolo mondo nel quale una pretenziosa donna della classe media inglese cerca disperatamente ed ossessivamente un'opportunità per salire la scala sociale barcamenandosi goffamente tra il proprio modesto passato (appartenendo la sua famiglia alla classe operaia) e le proprie aspirazioni di entrare a far parte della upper class.
La protagonista della sitcom è Patricia Routledge nei panni di Hyacinth Bucket, una donna pomposa ed egocentrica ossessionata dall'idea di perfezione, dell'immagine di sé e dall'etichetta, affiancata dall'attore Clive Swift nei panni del paziente, tollerante e po' remissivo marito, Richard Bucket, Josephine Tewson nei panni di Elizabeth sua succuba vicina che vive insieme al fratello Emmett, impersonato da David Griffin, perennemente intimorito dall'idea di incontrare Hyacinth. Judy Cornwell, Geoffrey Hughes e Mary Millar impersonano i familiari di Hyacinth, rispettivamente sua sorella Daisy, Onslow, marito di Daisy e cognato di Hyacinth, e Rose la sorella minore e nubile di Hyacinth e dei quali per il loro aspetto modesto, così classe lavoratrice, Hyacinth si vergogna evitando di farsi vedere in pubblico con loro. Insieme alle sorelle e al cognato vive l'anziano padre, il solo motivo per il quale Hyacinth si reca a visitare il modesto quartiere in cui vivono. Viceversa, non perde occasione per accennare a sua sorella Violet, sposata con un facoltoso allibratore. Compare solo nelle conversazioni telefoniche il figlio Sheridan, eterno studente universitario e del quale Hyacinth si vanta in continuazione.
Trasmessa dal 1990 al 1995 su BBC One, la sitcom è stata prodotta in 5 stagioni per un totale di 44 episodi di cui 4 sono puntate speciali trasmesse a Natale. Valorizzata da due candidature della Routledge al BAFTA per la sua interpretazione, Keeping Up Appeances ha riscosso un gran successo nel Regno Unito, e un grande seguito negli Stati Uniti ed in Australia. Su espressa richiesta della Routledge, desiderosa di intraprendere nuovi progetti, nel 1995 la produzione cessò. Sin dalla sua prima trasmissione, le 5 stagioni televisive, inclusi gli speciali natalizi, sono disponibili in DVD. Il suo successo è stato ripetuto grazie alla trasmissione della sitcom sulla rete (PBS negli Stati Uniti; BBC One e G.O.L.D. nel Regno Unito) e, nel 2004, la sitcom è arrivata al 12º posto nella classifica delle migliori sitcom del Regno Unito Britain's Best Sitcom.